# Mary Quinn Sullivan
Mary Quinn Sullivan (* 1877 in Indianapolis; † 1939), geboren als Mary Josephine Quinn, war eine US-amerikanische Kunstlehrerin, später auch Kunstsammlerin, Galeristin und eine der drei Gründungskuratorinnen des New Yorker Museum of Modern Art (MoMa).

## Leben
Mary Quinn Sullivan wurde als Tochter irischer Immigranten in Indianapolis, Indiana geboren. Im Kindesalter besuchte sie einige öffentliche Schulen in Indianapolis einschließlich der Shortridge School. 1899 zog sie nach New York City, um Kunst am Pratt Institute zu studieren. Ab 1901 unterrichtete sie Kunstlehre in Queens, New York. Der New Yorker Ausbildungsausschuss sandte sie später ins Ausland, wo sie den Verlauf der Lehrpläne an Kunstschulen in England, Schottland, und Deutschland beobachten und analysieren sollte.
Im Jahr 1909 wurde Sullivan Leiterin der Kunstabteilung an der DeWitt-Clinton-High-School und beaufsichtigte den Zeichnungslehrplan an den New-York-City-Grundschulen. Ein Jahr später trat sie von ihrem Posten zurück, um an der Slade School of Fine Art in London zu studieren. Nach ihrer Rückkehr nahm sie eine Stelle als Dozentin im Pratt Institute an. Dort unterrichtet sie Design und Hauswirtschaft, zudem verfasste Sullivan das Lehrbuch „Planning and Furnishing the Home: Practical and Economical Suggestions for the Homemaker“.

## Privates
1917 heiratete sie den Rechtsanwalt Cornelius J. Sullivan. Zusammen mit ihrem Mann erstellte sie eine Sammlung von amerikanischer, europäischer Kunst und irischen Altertümlichkeiten.
Ihre Sammlung umfasste Werke von unter anderen Paul Cézanne, Vincent van Gogh, Henri de Toulouse-Lautrec, Paul Gauguin, Pablo Picasso, André Derain, Amedeo Modigliani, Georges Seurat, Davies, Diego Rivera, Honoré Daumier, Chaim Soutine, Georges Rouault, Odilon Redon, Maurice Utrillo, Dufy und Charles Demuth.
Ihr Mann starb 1932, im selben Jahr eröffnete Sullivan eine Kunstgalerie auf der 56th Street in New York, welche sie später an die Lois Shaw’s Gallery in der Park Avenue abgab. Im April 1937 verkaufte Sullivan einen Teil ihrer Sammlung an die Anderson Galleries.
Ende 1939 wurde Sullivan krank und übergab weitere Stücke ihrer Sammlung zur Versteigerung an die Parke-Bernet Galleries. Sie starb in Astoria, Queens, New York an den Folgen einer Brustfellentzündung und Diabetes. Mary Quinn wurde im Holy Cross Cemetery in Indianapolis beigesetzt. Nach ihrem Tod erwarb Abby Aldrich Rockefeller zwei Stücke aus Sullivan’s Sammlung, welche als Erinnerung an Mary Quinn im MoMa ausgestellt sind.

### Leistungen
Mary Quinn gründete im November 1929 zusammen mit Abby Aldrich Rockefeller und Lillie P. Bliss das MoMA in New York und bezog 1939, nachdem es in den folgenden zehn Jahren dreimal den Standort wechselte, das Gebäude in Midtown Manhattan auf der 53rd Street zwischen der Fifth und Sixth Avenue, das noch heute der Standort des MoMA ist.

## Werke (Auswahl)
- 1923: Planning and Furnishing the Home: Practical and Economical Suggestions for the Homemaker. ISBN 978-1-273-59399-4.